# Joost van Aalst
Josephus Leonardus Anthonius (Joost) van Aalst (Venlo, 23 september 1942 - Heemstede; 31 augustus 2024) was een Nederlands marineofficier.
Van Aalst begon zijn loopbaan in 1960 als adelborst aan het Koninklijk Instituut voor de Marine te Den Helder.
Na zijn beëdiging tot officier vervulde hij verschillende functies binnen de Marinestaf en op diverse fregatten.
In 1995 werd hij na zijn functie als directeur Personeel van de Koninklijke Marine aangesteld tot inspecteur-generaal der Krijgsmacht onder gelijktijdige bevordering tot viceadmiraal. In 1999 ging hij met pensioen, daarna vervulde Van Aalst nog vele bestuursfuncties op het gebied van de krijgsmacht en de scheepvaart.
Vanwege zijn betrokkenheid bij de krijgsmacht en scheepvaart werd hij op 27 april 2007 benoemd tot Ridder in de Orde van Oranje-Nassau.

## Onderscheidingen
- Ridder in de Orde van Oranje-Nassau
- Onderscheidingsteken voor Langdurige Dienst als officier
- Herinneringsmedaille 1962
- Marinemedaille
- Kruis voor betoonde marsvaardigheid
- Kruis van de Koninklijke Vereniging van Nederlandse Reserve-Officieren voor de Militaire Prestatietocht